# Harvestehuder THC

Logo

Harvestehuder Tennis und Hockey-Club is een Duitse hockey- en tennisclub uit Hamburg ontstaan op 15 mei 1919 uit de fusie van de Harvestehuder Hockey Clubs (HHC) en de Harvestehuder Lawn-Tennis-Clubs (HLTC). HLTC was al in 1891 opgericht en speelde op het terrein waar nu Der Club an der Alster speelt. De dames- en de herenteams komen beide uit in de Bundesliga en werden beide verschillende keren landskampioen. Tevens wonnen de dames in 1974 de Europacup I en de mannen in 1995 de Europacup II.
Op 21 april 2014 won de club, als debutant op dit Europese bekertoernooi, de Euro Hockey League. In de finale, die na de reguliere speeltijd eindigde in 2-2, werd thuisclub Oranje Zwart door het beter nemen van de shoot-outs met 3-1 overtroffen.

## Bekende (oud-)spelers

### Mannen
- Shahbaz Ahmed
- Clemens Arnold
- Christian Blunck
- Michael Green
- Björn Emmerling
- Tobias Hauke
- Stefan Saliger